# Levensschaduwen
Levensschaduwen is een Nederlandse stomme film uit 1916 onder regie van Theo Frenkel sr. Er wordt vermoed dat de film verloren is gegaan.

## Verhaal
De film gaat over Henri van Dijck, een man die zojuist een methode heeft uitgevonden om op goedkope wijze staal te harden. Hij heeft dit nog niet verteld aan zijn baas, die overweegt zijn fabriek te sluiten omdat het bedrijf op het punt staat failliet te gaan. Een andere werknemer ontdekt de formule van de hardingsmethode echter en strijkt met de eer. Henri wordt witheet van woede en vermoordt de man. Hij wordt hieraan schuldig bevonden en krijgt een gevangenisstraf van tien jaar opgelegd. In deze jaren gebeurt er thuis veel. Zijn vrouw komt te overlijden en zijn inmiddels getrouwde zoon neemt de fabriek over van de directeur.
Wanneer Henri vrijkomt, herkent niemand hem nog. Hij doet zich voor als ene meneer De Bruin en krijgt een baan als bewaker in de fabriek. Op een gegeven moment wordt hij verdacht van diefstal en verliest hij zijn baan. Niet veel later komt boven water wie de echte dader is. Zijn zoon komt er ook achter dat meneer De Bruin in werkelijkheid zijn vader is. Zijn vrouw haalt haar zoon ertoe over zijn vader uit te nodigen bij hen te komen wonen. Henri is intens gelukkig als hij zijn kleindochter ontmoet en gaat met alle plezier met hen mee.

## Rolbezetting
| Acteur             | Personage                                               |
| ------------------ | ------------------------------------------------------- |
| Coen Hissink       | Henri van Dijck                                         |
| Mary Beekman       | Van Dijcks vrouw                                        |
| Cor Smits          | Manager                                                 |
| Tonny Stevens      | Van Dijcks zoon                                         |
| Balthazar Verhagen |                                                         |
| Herre de Vos       |                                                         |
| Jan Wensma         | Priester                                                |
| Willem Faassen     | Jonge dief                                              |
| Kees Lageman       |                                                         |
| Piet Urban         | Rechter                                                 |
| Sylvain Poons      | D van chique gezelschap bij aanhouding van een dievegge |
| Annie Wesling      |                                                         |
| Toon van Elsen     |                                                         |
| Jacques Sluyters   |                                                         |
| Jan Lemaire jr.    |                                                         |